# Мейсам Нассірі
Мейсам Нассірі (перс. میثم نصيری; нар. 1 червня 1989, Зенджан, остан Зенджан) — іранський борець вільного стилю, чемпіон та бронзовий призер чемпіонатів Азії, триразовий володар та срібний призер Кубків світу, учасник Олімпійських ігор.

## Спортивні результати на міжнародних змаганнях

### Виступи на Олімпіадах
| Змагання                    | Збірна | Вагова категорія          | Місце |
| --------------------------- | ------ | ------------------------- | ----- |
| Літні Олімпійські ігри 2016 | Іран   | вільна боротьба, до 65 кг | 15    |

### Виступи на Чемпіонатах світу
| Змагання                        | Збірна | Вагова категорія          | Місце |
| ------------------------------- | ------ | ------------------------- | ----- |
| Чемпіонат світу з боротьби 2017 | Іран   | вільна боротьба, до 65 кг | 10    |

### Виступи на Чемпіонатах Азії
| Змагання                       | Збірна | Вагова категорія          | Місце  |
| ------------------------------ | ------ | ------------------------- | ------ |
| Чемпіонат Азії з боротьби 2016 | Іран   | вільна боротьба, до 65 кг | Золото |
| Чемпіонат Азії з боротьби 2017 | Іран   | вільна боротьба, до 65 кг | Бронза |

### Виступи на Кубках світу
| Змагання                    | Збірна | Вагова категорія          | Місце  |
| --------------------------- | ------ | ------------------------- | ------ |
| Кубок світу з боротьби 2014 | Іран   | вільна боротьба, до 65 кг | Золото |
| Кубок світу з боротьби 2016 | Іран   | вільна боротьба, до 65 кг | Золото |
| Кубок світу з боротьби 2017 | Іран   | вільна боротьба, до 65 кг | Золото |
| Кубок світу з боротьби 2019 | Іран   | команда                   | Срібло |

### Виступи на інших змаганнях
| Змагання                                       | Збірна | Вагова категорія                 | Місце  |
| ---------------------------------------------- | ------ | -------------------------------- | ------ |
| Кубок Тахті 2010                               | Іран   | вільна боротьба, до 66 кг        | Бронза |
| Кубок Імамалі Хабібі і Абдоллаха Мохамеда 2010 | Іран   | вільна боротьба, до 66 кг        | Золото |
| Турнір Яшара Догу 2012                         | Іран   | вільна боротьба, до 66 кг        | 11     |
| Турнір Яшара Догу 2012                         | Іран   | вільна боротьба, до 66 кг        | Бронза |
| Золотий Гран-прі з боротьби 2012 (Тегеран)     | Іран   | вільна боротьба, до 66 кг        | Золото |
| Гран-прі «Харі Рам» 2012                       | Іран   | вільна боротьба, до 66 кг        | Бронза |
| Кубок Тахті 2013                               | Іран   | вільна боротьба, до 66 кг        | 9      |
| Кубок Тахті 2014                               | Іран   | вільна боротьба, до 65 кг        | Золото |
| Кубок Тахті 2015                               | Іран   | вільна боротьба, до 65 кг        | 9      |
| Клубний чемпіонат світу з боротьби 2015        | Іран   | команда                          | Бронза |
| Кубок Тахті 2016                               | Іран   | вільна боротьба, до 65 кг        | Золото |
| Турнір Степана Саргісяна 2016                  | Іран   | вільна боротьба, до 65 кг        | Срібло |
| Золотий Гран-прі з боротьби 2016               | Іран   | вільна боротьба, до 65 кг        | Бронза |
| Кубок Тахті 2017                               | Іран   | команда                          | Золото |
| Ігри ісламської солідарності 2017              | Іран   | вільна боротьба, до 65 кг        | Золото |
| Клубний чемпіонат світу з боротьби 2017        | Іран   | команда                          | 8      |
| Турнір Г. Картозія і В. Балавадзе 2018         | Іран   | вільна боротьба, до 70 кг        | 13     |
| Клубний чемпіонат світу з боротьби 2018        | Іран   | команда                          | Золото |
| Кубок Тахті 2019                               | Іран   | вільна боротьба, до 70 кг        | Срібло |
| Клубний чемпіонат світу з боротьби 2019        | Іран   | команда                          | Золото |
| Кубок Тахті 2020                               | Іран   | вільна боротьба, до 65 кг        | Золото |
| Кубок Тахті 2020                               | Іран   | греко-римська боротьба, до 65 кг | Золото |